# Combate de Chorros Blancos
El combate de Chorros Blancos fue un enfrentamiento militar librado el 12 de febrero de 1820 en el contexto de la guerra de independencia de Colombia, entre las fuerzas patriotas al mando del teniente coronel José María Córdova y las realistas encabezadas por el coronel Francisco Warleta. El enfrentamiento finalizó con la victoria de las primeras, que aseguraron definitivamente la independencia de la provincia de Antioquia.

## Antecedentes

### Ofensiva patriota
A inicios de 1816, el coronel realista Francisco Warleta consiguió vencer a las milicias del Estado Libre de Antioquia cerca de Cancán y poco después todo el territorio fue reconquistado por el Imperio español. A mediados de 1819, la situación había cambiado y el presidente de la República de la Gran Colombia, Simón Bolívar, consiguió avanzar hacia el interior del Virreinato de la Nueva Granada, vencer en Boyacá y entrar en Santafé de Bogotá el 10 de agosto.
El 13 de agosto, el teniente coronel patriota José María Córdova, que había luchado en Boyacá aunque no entró con Bolívar en Santafé, fue informado por el general de brigada Carlos Soublette que debía marchar a la provincia de Antioquia. Salió con el capitán Carlos Robledo y 50 soldados, incorporando a otros 50 más municiones en Honda de Anzoátegui. Su unidad era llamada División Libertadora de Antioquia. El 15 de agosto, se supo en Rionegro de la derrota en Boyacá por los peninsulares y criollos realistas que huían por el río Magdalena. El gobernador provincial, teniente coronel Carlos Tolrá, prohibió extender las noticias de la derrota, pero secretamente preparó la huida por Zaragoza de sus partidarios. Llamó a las milicias de caballería, pero apenas consiguió voluntarios, y sus partidarios empezaron a ser hostilizados en Marinilla y Rionegro, entonces ordenó abandonar Medellín el día 19; de los 130 soldados que tenía dejó 40 para mantener el orden.
El gobernador pasó por Barbosa (25 de agosto), Santo Domingo (26) y Yolombó (27). Había recibido órdenes del virrey de guarnecer la provincia y esperar refuerzos, pero carecía de los efectivos y armas necesarios. A las 17:00 horas del 28 de agosto, Córdova y 40 soldados entraron en Rionegro; otros 60 llegaron después, la mayor parte prisioneros realistas, venían desde Marinilla. El 30 de agosto,  el capitán Robledo y 100 fusileros fueron enviados hacia Medellín. El 2 de septiembre, José Manuel Restrepo asumió como gobernador político de la provincia, siendo juramentado en el cabildo de Rionegro, mientras que el día 10 Córdova entró en Medellín.
El 6 de septiembre, a las 18:00 horas, Tolrá se embarcó en Zaragoza para huir por la boca del río Nechí; tres horas después llegaron 30 soldados patriotas con la intención de capturarlo. Al día siguiente, Córdova envió al capitán a Juan María Gómez con 30 soldados a liberar la provincia de Chocó, gobernada por Juan Aguirre, resultando un éxito. El 11 de septiembre, Córdova hizo fusilar en Antioquia al oficial realista Antonio del Valle y siete días después militar español Baltasar Álvarez, generando miedo entre los monárquicos locales e impidiendo un intento de revuelta.

### Contraofensiva realista
Por entonces,  el virrey neogranadino Juan de Sámano dominaba el río Magdalena con los 2000 hombres que tenía concentrados en Cartagena de Indias y seguía en comunicaciones con el teniente general Pablo Morillo, que estaba combatiendo en la Capitanía General de Venezuela con otros 12 000, la mitad peninsulares. Decidió enviar expediciones a recuperar Antioquia, Chocó y el valle del Magdalena. El 1 de octubre, 50 soldados monárquicos ocuparon Zaragoza, generando el pánico en la provincia. El día 21, el capitán Robledo, 34 fusileros y algunos milicianos intentaron recuperarla. Se encontraron con Tolrá, quien tenía supuestamente más de 200 soldados en el área. Robledo los atacó y derrotó, matando 50 enemigos y capturando otros 2, pero su tropa se disperso en la lucha y debió retirarse, dejando 10 muertos propios; los comandantes de ambas fuerzas, Robledo y Tolrá, resultaron heridos. El 28 de octubre, al enterarse de la derrota de su lugarteniente, Córdova hizo fusilar a 10 prisioneros españoles, lo que fue desaprobado por Restrepo. El 1 de noviembre, también hizo fusilar a un oficial español apellidado Martinillo y dos soldados capturados en el Chocó. El 28 de diciembre, durante una corrida de toros en Rionegro, Córdova se cayó de su camino y pasó varios días grave.
Poco antes, el 20 de diciembre, el coronel Warleta llegó a Zaragoza. El 7 de enero de 1820, llegó a Rionegro la noticia que Warleta había salido de Zaragoza para reconquistar la provincia. De inmediato, Restrepo emitió ordenanzas para organizar la defensa mientras el capitán Carlos Robledo quedó a cargo de los preparativos militares. Efectivamente, el día 4 Warleta envió una vanguardia de 50 a 90 hombres a cargo del teniente Luciano Pérez con órdenes de llegar a Remedios y luego dirigirse a Cáceres, donde había 60 hombres listos para sumarlos a sus filas. Ahí debió esperar a Warleta y el resto de la columna, que llegaron el día 17 habiendo perdido 40 soldados que no resistieron la difícil marcha. El 22 de enero, los monárquicos continuaron su avance.
El 9 de enero, el capitán Gómez fue enviado a defender Yolombó con la vanguardia del batallón Antioquia, el resto lo siguió a la jornada siguiente, llegando después a Remedios. El 12 de enero, Restrepo se enteró de que Warleta había salido de Zaragoza con rumbo a Remedios, justo cuando estaba de visita en Medellín, donde dirigió una proclama para animar la resistencia.  Luego, el gobernador envió a la esposa de Tolrá, Juliana Rendón, y a otra realista destacada, Rosa Santamaría, a Bogotá y Amagá para que no desalentaran a los defensores. El 13 de enero había regresado a Rionegro. Al día siguiente, con las noticias de la ofensiva monárquica, Restrepo envió unas barras de oro evaluadas en 68 000 pesos a la capital neogranadina.
El 23 de enero, Córdova ya había se recuperado la conciencia y se dirigió cojo a Barbosa. Al día siguiente, sucedió otro evento importante para la campaña: el coronel realista Sebastián de La Calzada reconquistó Popayán. Esto hizo temer que si Warleta recuperaba Antioquia, podría combinar fuerzas con La Calzada y amenazar Bogotá.
El 2 de febrero, Restrepo se enteró de que Warleta había llegado a Cáceres y subía por el río Cauca a San Luis de Góngora (actual Yarumal) rápidamente mediante marchas forzadas; en efecto, Warleta había entrado a Yarumal el día anterior. De inmediato, envió a Santa Rosa de Osos al subteniente Fernando Romero y 32 soldados para vigilar a los independentistas que estaban en las cercanías. Por su parte, entre el 31 de enero y el 2 de febrero, Córdova fue a Medellín por refuerzos y luego volvió con sus tropas en Barbosa.

## Fuerzas enfrentadas

### Patriotas

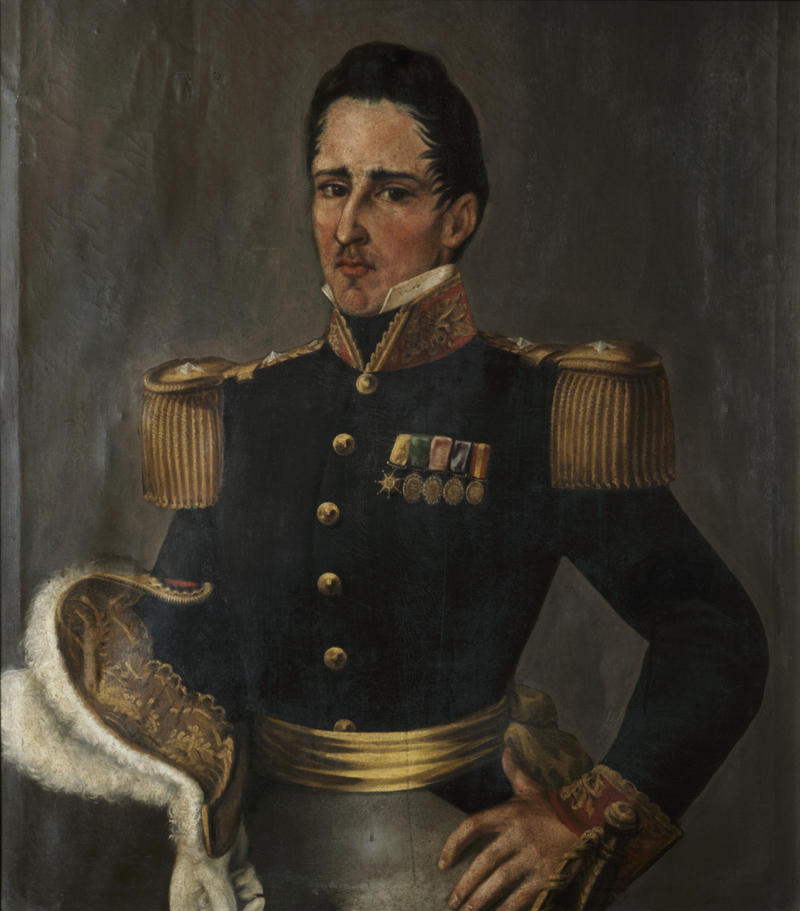
Cuadro de José María Córdova, por Pedro Fermín Isaza, c.1840.

Al inicio de la campaña, un entusiasta Córdova escribió al presidente que con los recursos de la provincia: «prometo levantar en un mes mil hombres de infantería, 500 de ellos veteranos; esto es contados con los 160 que he traído». La mayoría de sus fusileros eran venezolanos «excelentes soldados veteranos aguerridos». Los milicianos eran principalmente jóvenes de Medellín, Rionegro, Antioquia, Envigado, Marinilla y otros lugares. Las milicias iban armadas usualmente con machetes, lanzas y fusiles, aunque estos últimos escaseaban; Restrepo afirmaba que habían apenas 200 en toda la provincia. Sin embargo, Restrepo era pesimista sobre las capacidades defensivas del territorio y señala que la mayoría de los soldados en la provincia originalmente eran realistas, pudiendo haber bastado con 300 buenos efectivos para conquistarla.
En un oficio a Santander, Córdova describía que sus fuerzas sumaban 400 veteranos y 400 milicianos, aunque estaba en campaña con sólo 600. En otra carta al vicepresidente, el teniente coronel afirmaba que le seguían 400 fusileros, 200 voluntarios y 25 llaneros montados. Por su parte, Córdova afirmaba en una proclama: «pues tengo 800 bravos capaces». Cuando el teniente gobernador de Santa Rosa, Joaquín Muñoz, le informó del avance realista, Córdova le respondió: «No tenga Ud. cuidado, tengo 900 bravos veteranos y puedo contar lo menos con 80 bravos voluntarios». En su Diario afirmó tener al batallón 2.° de Cazadores de Nueva Granada y 200 voluntarios de milicia de la provincia en Barbosa. Según él, Warleta acusaba un número mucho más alto, unos 1500 patriotas en la batalla.
Por su parte, Restrepo en una carta al vicepresidente diciéndole que las milicias reunidas sumaban 775 hombres, de los que 600 eran útiles para el combate. En su Autobiografía afirmaba que Córdova reunió en Santa Rosa 400 soldados de línea y en su Historia de la revolución afirmaba que fueron 500 hombres en total. En otra de sus obras, Diario político y militar, Restrepo da muchos más detalles. Afirmaba que el 3 de enero, siguiendo las órdenes del vicepresidente Santander, había hecho reunir 775 milicianos en todos los cuarteles de la provincia y que para el día 12 «estaban ya parte de ellos reunidos», dándoles órdenes de marchar a Barbosa y que cada uno llevara un caballo. El 16 de enero sostenía que en Barbosa había concentrado 450 lanceros, 100 a caballo, y en Santo Domingo otros 200 milicianos. Aparte, otros 50 milicianos estaban con el capitán Robledo (posiblemente en Medellín), totalizando 700 irregulares, a los que se sumaban 400 soldados de línea a disposición de la provincia. El 2 de febrero, en su retorno a Barbosa, Córdova ordenó que 50 milicianos de Marinilla, otro tanto de Envigado y un número incierto de Medellín se reunieran en su campamento; posteriormente agrega que desde esa última ciudad salieron 120 irregulares, la mitad a caballo, y que solamente Rionegro no pudo contribuir porque el clima frío había impedido concentrar a las milicias. Además, Restrepo mandó que 50 milicianos fueran a Santa Rosa y otro tanto a San Pedro, pero también señala que Córdova le dijo que «no quiere mucha tropa de paisanos». Un día más tarde, afirmaba que en Barbosa se había organizado un batallón de 400 hombres más 70 irregulares de Marinilla. Finalmente el 12 de febrero, Córdova escogió 400 fusileros y 300 lanceros para salir de Santa Rosa con rumbo a Angostura a provocar al enemigo, mientras otros 100 irregulares, 40 de ellos montados, fueron enviados a los llanos de Cuibá como una distracción.
El historiador venezolano Nicolás González Chávez, el fraile Berardo Ocampo y el periodista Luis Mejía Estrada dieron el número de 500. El escritor de tendencias realistas, Mariano Torrente, afirmaba que habían 500 a 600 revolucionarios en las cercanías de Santa Rosa y que el ataque del 12 de febrero se produjo con 300 infantes y 20 jinetes. Los académicos Orlando Montoya Moreno y Mauricio Restrepo Gil estimaron que los patriotas sumaban unos 400 infantes con fusiles y 100 milicianos a caballo con lanzas. La fuerza se organizó como un regimiento dividido en cuatro compañías: la primera (capitán Carlos Robledo), la segunda (capitán José María Aguilar), la tercera (capitán Juan Antonio Gómez) y la cuarta (José Urrea). En su Diario, Restrepo reconoció en la entrada del 15 de febrero que solamente la segunda compañía entró en combate.

### Realistas
Durante esta campaña, Córdova menospreció, al menos públicamente, a los realistas. Por ejemplo, le informaba al sacerdote, doctor y jefe miliciano Jorge Ramón de Posada que si los españoles deseaban reconquistar la provincia «es preciso que la ataquen con dos mil hombres». Mientras que en su proclama ya citada afirmaba creer que sus hombres eran «capaces de batir a dos mil españoles». En su citada respuesta al teniente gobernador de Santa Rosa también escribió: «Para mí sería el mayor placer saber positivamente que atacaban a Yarumal 1.000 españoles». El mismo número lo repite en su oficio a Santander, agregando que debían ser veteranos del regimiento de León o el de Albuera. Posteriormente, en la otra carta al vicepresidente, Córdova afirmaba que Warleta llegó a Zaragoza con 350 a 400 hombres. Sin embargo, respecto de la fuerza en la batalla en sí parece ser deliberadamente ambiguo: la expresión «con toda su fuerza» parece implicar que Warleta disponía de trescientos hombres, pues ese es el número que sus espías le habían informado el 4 de febrero.
Por su parte, en su Diario, Restrepo afirmó que los monárquicos eran 300 según los rumores que circulaban a mediados de febrero. Antes, había anotado el 7 de enero que Warleta marchaba desde Zaragoza al interior de la provincia al frente de 330 soldados de línea, pero que había dejado más de cien hombres en Zaragoza a cargo de José Guerrero y Cabero para cuidar su retaguardia. José de Villa, comandante militar de la ciudad de Antioquia, le había informado al gobernador civil que «una partida enemiga de 60 hombres había ocupado el valle de San Andrés». En su Historia, creía que eran 350 españoles veteranos del regimiento de León. Finalmente, en su carta al vicepresidente, afirmó que Warleta llegó a Zaragoza con 120 hombres, aunque el historiador Édgar Ramírez Gómez decía que otras fuentes elevaban ese número a 200, y que envió su vanguardia a Cáceres porque esperaba encontrarse a Tolrá con 300 soldados, lo que fue un falso rumor.
El vicepresidente Santander afirmó en una proclamaba que buscaba animar a la resistencia contra los realistas que Warleta contaba con: «Un puñado de asesinos». González Chávez afirmaba que los monárquicos sumaban 600 hombres, cifra que repitió Ocampo. En cambio, Torrente decía que los realistas inicialmente sumaban 25 cazadores, pero después se les sumaron 60 refuerzos. La historiadora Pilar Moreno de Ángel teorizó que si participó toda la fuerza realista, pudieron ser unos 300 como indica el subteniente Viana.

## Combate

### Movimientos previos

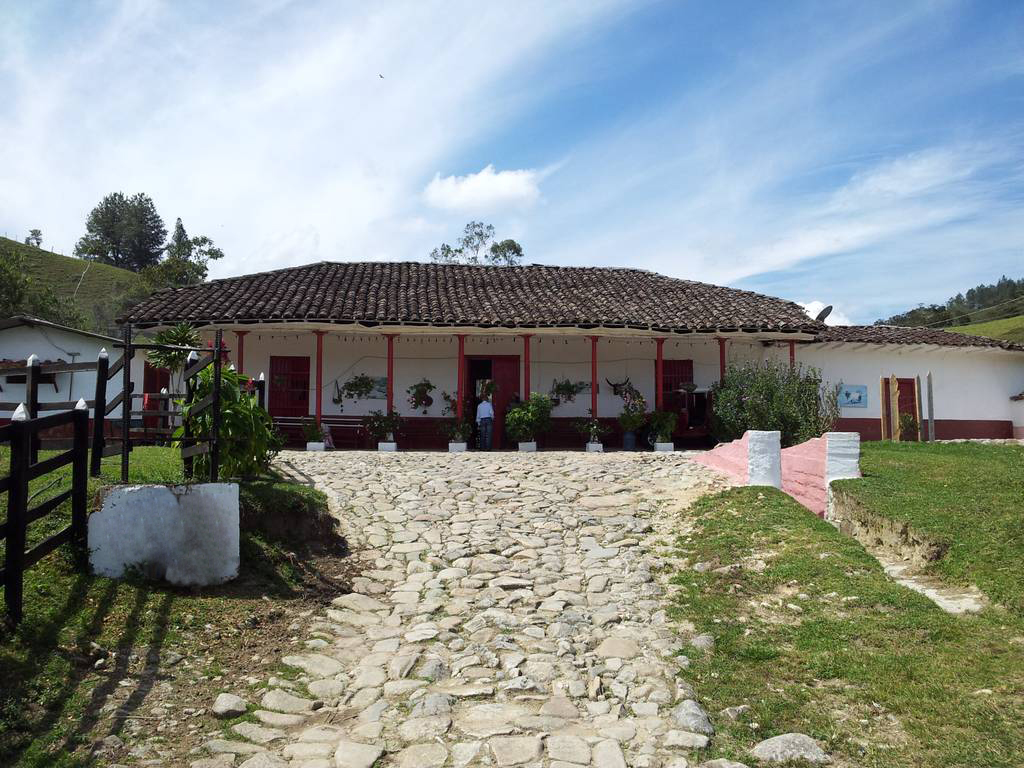
Finca La Culebra en Angostura, Antioquia. Fotografía de Fabián Berrío, 2013.

En la tarde del 1 de febrero, Warleta y su segundo, teniente coronel Sebastián Díaz, entraron en Yarumal con 300 soldados, destacando 125 fusileros. Fue tan sorpresivo que: «El vecindario ha tenido muy poco tiempo de emigrar, y Warleta hallará recursos de toda especie porque es muy provisto aquel lugar». Los realistas se instalaron en una altura que estaba a tiro de cañón del pueblo.
El español se quedó con sus fusileros en Yarumal mientras que el resto lo distribuyó por Llanos de Cuivá (o Cuibá), San Andrés de Cuerquia, Angostura y Claras (hoy Carolina del Príncipe). Aunque las autoridades patriotas intentaron que los habitantes se retiraran llevándose todo ante el avance realista (tierra arrasada), muchos no tuvieron tiempo y fueron forzados a presentarse ante Warleta y entregarle alimentos sal, dulce, quesitos, maíz, chocolate), animales (caballos, vacas, cerdos, gallinas), ropa, sillas de montar y hasta los utensilios de cocina bajo amenaza de muerte. El alcalde de Yarumal, Manuel de la Rada, ordenó a los habitantes presentarse ante el oficial español y forzaba a que sus hijos le sirvieran como emisarios. El párroco José Antonio Palacio Isaza también le proveyó con animales, granos, carne y cobijo. Los oficiales monárquicos también retiraron lanzas y machetes a los vecinos y apresaron, azotaron, llevaron ante su jefe a la de incluso ejecutaron a algunos; para estas acciones contaron con delatores que fueron recompensados con dinero. El oficial español también contó con adherentes que le hicieron propaganda, como un tal Salomé Valderrama, quien logró que los habitantes de los partidos de El Oso y Cañaveral se presentaran ante su jefe y le dieran sus bienes. Torrente afirmaba que el motivo por el que Warleta se quedó por tanto tiempo en Yarumal fue que un sacerdote apellidado Restrepo, «cura del pueblo llamado del Valle», le habría convencido de que sublevaría a sus parroquianos. Por esto el español le entregó 50 fusiles y esperó hasta que se enteró de la venida de los patriotas de Córdova.
Entre tanto, el 3 de febrero, Córdova concentró en Barbosa 400 hombres mientras que Restrepo le enviaba 70 más desde Marinilla. Destacaban el batallón 2.° de Cazadores de Antioquia, 200 milicianos de la provincia y 25 jinetes de los llanos de Apure. Ese día salieron con Córdova cargándolo en una silla de manos y con mala vista debido al accidente que sufrió al caer de su caballo el 28 de diciembre de 1819, sin embargo, su principal problema es que Córdova desconocía las posiciones y fuerzas de sus enemigos. Avanzaron por el río Grande, donde pernoctaron antes de llegar a Santa Rosa al día siguiente. Toda la semana se quedaron en la meseta de Osos recolectando información gracias a los espías locales y del prefecto del Norte, Joaquín Muñoz. Al mismo tiempo, Córdova debió pedir a Restrepo el envío de 50 cobijas por las gélidas temperaturas de Santa Rosa. Durante esos días, muchos jóvenes de Santa Rosa y Yarumal se incorporaron a la columna patriota.
De inmediato, se enviaron infantes a Cuivá, donde los realistas tenían unos 50 soldados, para distraerlos. Se hizo lo mismo en Angostura, donde la segunda compañía, apodada de Granaderos, a cargo del capitán José María Aguilar fue enviada para amenazar con atacar el flanco derecho y la retaguardia realistas, ahí esperaban encontrarse con unos 80 realistas, pero sólo había unos pocos que huyeron al verlos llegar; sin embargo, los monárquicos empezaron a reunir algunas fuerzas en los alrededores.
Finalmente, el 10 de febrero, Córdova, 400 fusileros y 100 lanceros milicianos salieron de Santa Rosa, atravesaron Cuivá y siguieron el camino real hasta la hacienda La Culebra, cerca de Angostura, donde pasaron la noche. Al día siguiente, Aguilar y sus hombres batieron 25 realistas en una meseta apodada La Estación, cerca del río Pajarito. Sólo se escapó el oficial monárquico Benito Urdaneta, mientras que los patriotas tuvieron un muerto y dos heridos. La columna de Córdova pernoctó esa noche en Cañaveral (Campamento) y madrugaron al día siguiente para prepararse para el ataque.

### Ataque

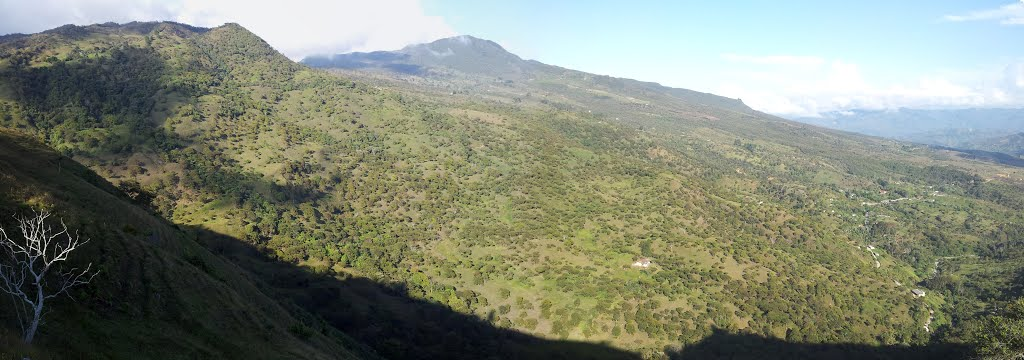
Alto Boquerón. Fotografía de Fabián Berrío, 2013.

En la madrugada del 12 de febrero, Warleta avanzó desde Yarumal hacia Cáceres y Cañaveral por el camino real que sabía que usaría Córdova para atacar Yarumal. Este se bifurcaba en cerca del Alto Boquerón y la quebrada de Chorros Blancos en un ramal hacia Cáceres y Cartagena, y en otro ramal que llevaba a Cañaveral y Anorí. Según Torrente, ese día Warleta se enteró de que se aproximaban los patriotas por el camino de La Culebra para aislar a Romero, así que ordenó su retirada de Santa Rosa a un cuarto de legua en retaguardia, junto al camino de La Culebra. Luego envió al subteniente Antonio Fernández con 25 cazadores para reconocer y atraer a la fuerza enemiga a ese punto, pues los monárquicos instalaron un pedrero para hacerles fuego.
Las fuerzas de Córdova también marcharon en esa dirección y a las dos horas de marcha comenzó el intercambio de fuego entre exploradores en el caserío del Cañaveral durante esa mañana. La compañía de Aguilar formó la vanguardia con 125 hombres, incluyendo los 25 dragones llaneros que desalojaron de varios puntos a 50 soldados del regimiento de León. Sin embargo, otra cincuentena de realistas se instaló en el cerro Alto Boquerón, el más alto de Chorros Blancos y los patriotas debieron atacarlo con toda la vanguardia por media hora para avanzar hasta la mitad de la ladera haciendo fuego en formación cerrada. El capitán Aguilar dejó varias partidas guardando algunos puntos estratégicos y se quedó tan solo con 60 hombres, lo cual estuvo a punto de echar a perder lo ganado hasta ese momento, dado que Warleta, atrincherado en el camino, en lo alto del cerro, contaba con la superioridad del emplazamiento y con la del número, pues disponía de 80 hombres. Los monárquicos aprovecharon el desgaste la vanguardia republicana y avanzaron hasta hacerla retroceder al pie del monte.
A las 14:00 horas, llegó el resto de la fuerza patriota, unos 350 soldados organizados en tres columnas por Córdova, quien era cargado en su silla. Procedieron a atacar contra el frente, el ala derecha y la izquierda de los realistas para cortar su retirada. El sacerdote Gabriel María Gómez afirmaba que por la derecha cargaron los veteranos, mientras que por la izquierda los voluntarios de Marinilla. En cambio, según Manuel Dimas del Corral «pero habiéndose extraviado el práctico Francisco Misas, Córdova resolvió atacar de frente».
La carga independentista fue feroz y Warleta intentó atrincherarse en la cima del Boquerón para un último intento de resistencia, pero no funcionó. El ayudante segundo y subteniente Pedro Carrasquilla fue el primero en alcanzar la cima seguido de sus compañeros, entre los que estaban Braulio Henao Duque y Salvador Córdova, este último portaba el estandarte de la unidad. A las 15:00 horas, el combate había acabado. Los oficiales españoles debieron escapar dejando atrás a sus caballos, 26 soldados venezolanos con sus fusiles y 4 oficiales peninsulares. Córdova había ganado a pesar de dirigir «en silla de manos, sin ver bien».
Por su parte, el monárquico Torrente dio un relato muy distinto de la batalla en el que Fernández se encontró con la columna republicana muy superior en número, sobre la que rompió fuego con sus cazadores apoyándose en un empinado cerro en su espalda y un pequeño río enfrente. A las 14:00 horas, cuando ya había causado más de 50 bajas a los independentistas, le llegaron los refuerzos del capitán Simón Álvarez. Sin embargo, Fernández resolvió no atacar a un enemigo tan numeroso y retirarse a una distancia de tiro de cañón de la posición de Warleta. El oficial español, considerando que podría vencer si atacaba con todas sus fuerzas, resolvió atacar a la mañana siguiente, pero a las 16:00 horas recibió noticias de una importante derrota realista en el Alto Magdalena y temiendo que los patriotas pudieran tomar Mompox resolvió retirarse.

### Persecución
En la noche del 12 de febrero, los vencedores acamparon en Boquerón y los vencidos en Mortiñal, en el camino entre Yarumal y Cañaveral. En la madrugada, los monárquicos huyeron a las montañas de Cáceres para reagruparse con otras unidades en Mompox. Aguilar salió a perseguirlos al Bajo Cauca por dos días, pero fue incapaz de alcanzarlos a pesar de capturar a 12 fugitivos, para luego dirigirse a Yarumal, villa ocupada el día 13. Córdova entró triunfante por el sector de Boca del Monte hacia la plaza de armas y luego se dirigió a la parroquia para postrarse ante la patrona Nuestra Señora de la Merced, de la cual su familia era tradicionalmente devota. Ahí Córdova hizo fusilar al anciano alcalde Manuel de Rada, acto que tuvo lugar ante una piedra que fue después dinamitada para darle lugar al atrio del templo de La Merced. Fue uno de los primeros pobladores de Yarumal y había formado una familia ejemplar y prolífica, pero había colaborado con los soldados de la Corona española. Pernoctó en la casa de la familia Rivera Villegas y el día 14 se marchó a Santa Rosa, donde llegó al día siguiente, pero dejando en Yarumal 100 soldados a cargo de Aguilar.
Warleta se retiró hasta el punto en que el Nechí desemboca en el Cauca. Restrepo se quejó de la limitada persecución: «habría perecido mayor número de soldados [realistas], si Córdova los hubiera perseguido vivamente como debió hacerlo». Según él, los realistas sufrieron sólo un muerto y cinco heridos, además de algunos que cambiaron de mando, pero inicialmente esperó que en la persecución perdieran a muchos más. Córdova llegó a escribir «Buen cuidado tendrá él [Warleta] de escaparse siquiera con cien hombres que le han quedado buenos, al castillo de Bocachica».
El teniente gobernador del Valle de Osos le escribió al gobernador civil Restrepo: «…nuestras tropas desde la Angostura o sus inmediaciones se han batido con el enemigo, llevándole en retirada hasta ayer, a las tres de la tarde, que se hallaba en Chorros Blancos, a cuyos puntos se habían reunido los enemigos, de los cuales teníamos varios prisioneros y que se nos habían pasado algunos de ellos; que en los nuestros no hay novedad alguna». Basada en la carta de este teniente gobernador y otra del propio Córdova, Moreno de Ángel estimaba que el combate sucedió entre las 14:00 y 15:00 horas.

## Consecuencias

### Eventos posteriores
El 16 de febrero estaba en Barbosa y a las 07:00 horas del día siguiente entraba en Rionegro para reunirse con su familia. Luego, el vicepresidente le encargó formar una nueva unidad militar, el futuro batallón Giradot, con casi 300 soldados, incluyendo 80 reclutas de Rionegro, 100 de Antioquia y 50 de Marinilla; sólo 96 hombres tenían fusiles, el resto machetes, lanzas o palos con punta. El 3 de mayo, recibió la orden de realizar operaciones militares para limpiar de enemigos el Bajo Cauca para abrirse paso hasta el Magdalena. El día 11 salió de Rionegro con la primera y cuarta compañías del batallón 2.° Cazadores de Antioquia.
Restrepo reportó que la noticia de la victoria llegó a Medellín el 16 de febrero. Poco después, La Calzada, que había avanzando hasta Cartago para llegar a Antioquia, se enteró de la derrota de Warleta y se retiró a Popayán. Considerando que los realistas habían perdido la iniciativa, el gobierno independentista le encomendó a Córdova avanzar por el Cauca hacia Mompox. Cuando volvió a Mompox, se dice que «cuando Warleta regresó en retirada, encontró un hijo de Santamaría [Córdova] en Mompox, a quien dijo: que su padre era un pícaro, pues lo había tratado de sacrificar, haciéndolo atacar una plaza guarnecida por 1.500 hombres, resueltos a morir y dirigidos por el mismo comandante que aseguraba en su carta estar delirante». Finalmente, Mompox sería ocupada por Córdova el 19 de junio.

### Destino de las otras expediciones
La ofensiva realista había sido múltiple. Entre el 13 y 14 de enero, Restrepo se enteró de que una flotilla realista de 11 barcos de guerra y 300 soldados había llegado a Puerto Nare. Según el teniente de navío José Antonio Maíz, iban al mando del teniente coronel Isidro Barrada Valdés y los capitanes Pedro Mateo, Valentín Castañí y el francés Violó. Ante tal situación, el vicepresidente Francisco de Paula Santander envió a los capitanes Alejandro Vélez y Juan María Gómez a levantar fortificaciones en Honda y otros pasos estrechos del Magdalena. Sin embargo, el 20 o 23 de enero, los realistas fueron completamente vencidos en el peñón de Barbacoas por Maíz y el comandante Carvajal. Se capturaron 500 fusiles y el plan de una invasión desde el norte y el sur contra Bogotá se canceló. Otra expedición, enviada por el río Atrato hacia Remedios, se encontró con las fortificaciones levantadas por los independentistas y se retiró al ser vencida el 19 de enero.
Otros ataques monárquicos contra el Valle del Cauca y Chocó también fueron rechazados en fechas cercanas. Meses después, el 25 de junio, en Tenerife el teniente coronel Hermógenes Maza, actuando en coordinación con Córdova, venció con 7 pequeñas embarcaciones a una flotilla de once buques y 300 soldados españoles. Esta última victoria permitió a los patriotas avanzar sobre la costa atlántica neogranadina.

### Importancia de Antioquia
Antioquia fue una provincia que contribuyó en gran medida al esfuerzo militar patriota en términos demográficos y económicos. Durante 1820 Bolívar mandó una leva masiva de esclavos en la Nueva Granada: «Pedirá Ud. a las provincias de Antioquia, Chocó y Popayán, 3000 esclavos a las dos primeras y 2000 a la última, que sean solteros todos, si es posible». Durante ese año, Antioquia envió 1000 esclavos como reclutas, la mitad casados y la otra solteros, bajo la promesa de ser liberados después de tres años de servicio militar. Unos 900 fueron enviados a Bogotá, según Restrepo porque Bolívar temía una rebelión servil y no había compensado a los amos. También, a mediados de año otros 1000 antioqueños marcharon desde Medellín a Mompox y luego se sumaron al almirante José Prudencio Padilla en el asedio de Cartagena. Es decir, unos 2000 reclutas, de hecho, Santander escribió: «Esta provincia no quisiera que diera ya un hombre, más de 2.000 le hemos sacado, entre ellos 1.000 negros, que le valían diariamente 4.000 castellanos de oro». Soledad Acosta de Samper también escribió que 2000 antioqueños acompañaron a Córdova en sus campañas militares.
A finales de año, también se recolectaron 24 000 pesos para pagar los 2000 fusiles que acababa de comprar el gobierno central. En total, Antioquia pronto aportó más de 400 000 pesos en un año. Según el historiador Luis Castaño, gracias a esto, Bolívar pudo «asegurar su aventura personalista en la Campaña del Sur». En comparación, desde 1820 la provincia del Socorro entregó 108 000 a 200 000 pesos, 7969 reclutas, 719 mulas, 346 caballos, 8600 uniformes y 3000 lanzas al Ejército del Norte, Pamplona aportó 80 000 a 100 000 pesos, 1800 reclutas y 900 caballos y los comerciantes de Bogotá aportaron 205 000 pesos de forma extraordinaria.
La guerra tuvo un fuerte impacto demográfico. El historiador Vicente Fernán Arango Estrada y el economista Gabriel Poveda Ramos estiman que en 1810 Antioquia tenía 115 000 habitantes, pero después de la guerra, en 1825 pudo tener solamente 105 000. Sin embargo, basándose en las tasas de crecimiento demográfico obtenidas de censos anteriores y la reconocida fertilidad de la época, consideran que la provincia pudo alcanzar los 125 000 habitantes en 1825 si no hubiera habido guerra: «No es exagerado decir que Antioquia envió afuera de sus lares no menos de 8.000 varones que perecieron o se quedaron en otras tierras». Según Acosta de Samper, de los antioqueños que marcharon con Córdova solamente sobrevivieron 10 o 12 hombres de alta alcurnia y ningún miembro del populacho. Entre los que regresaron estaban Córdova y su hermano Salvador, José Manuel Montoya, Joaquín Montoya Duque (de Marinilla), Isidoro Barrientos, Juan Nepomuceno Jiménez, Braulio Henao, Benedicto González, Manuel Dimas del Corral, Luis Restrepo Escobar, Fernando Escobar, Leandro Pérez, los Jaramillo, etc..

## Ubicación
Si bien el Diario de la división de Antioquia, firmado por Córdova, no precisa por su nombre el lugar donde se libró el combate, proporciona suficientes indicios para determinarlo: menciona que la división «marchó directa a las alturas», que el enemigo se reunió «en el cerro más alto de Chorros Blancos», y además del nombre de la quebrada de Chorros Blancos indica «el importante punto de Mortiñal». Estas referencias establecen sin duda alguna que es el Alto Boquerón, la mayor altura de la región, en cuyas cercanías quedan el viejo camino a Cáceres, la quebrada que dio su nombre al combate y el paraje denominado El Mortiñal.
Pese a que no reseña el nombre del “cerro más alto” y a que acoge datos erróneos, como la grafía de Chorros Blancos en una sola palabra (Córdova siempre la escribió en dos palabras); como la indicación del paso del viejo camino de Yarumal a Campamento por la “eminencia” del Mortiñal; y de que la quebrada de Chorros Blancos «al caer de una altura forma la cascada de las Dantas» (cascada que forma parte de una quebrada situada en otra parte).
Por su parte, Humberto Barrera Orrego, miembro de la Academia Antioqueña de Historia, destaca que siempre Córdova señaló que la batalla sucedió en Yarumal y asume que fue exactamente en el Alto Boquerón. Según él, esta batalla fue clave para impedir que la provincia cayera en manos realistas, lo que hubiera puesto en peligro toda la zona andina de la Nueva Granada.